# Omniva
Omniva або Eesti Post (укр. Омніва, Естонська Пошта) — національний оператор поштового зв'язку Естонії зі штаб-квартирою в Таллінні. Є державною акціонерною компанією та підпорядкована уряду Естонії. Член Всесвітнього поштового союзу.
Станом на серпень 2011 року мережа обслуговування налічувала 398 поштових відділень. Станом на листопад 2021 року кількість поштових відділень скоротилася до 265, з яких 187 були розташовані в сільській місцевості.
Станом на червень 2014 року Omniva відповідає за послуги, відомі під іншими назвами, такі як автомати для посилок Post24, кур’єрська служба ELS, поштовий центр Kirjakeskus та центр електронного виставлення рахунків eArvekeskus. Omniva зберігає назву Eesti Post для підрозділу компанії, що відповідає за поштову службу Естонії.